# Jang Seon-hyeong
Jang Seon-hyeong (장선형?; Seul, 16 luglio 1975) è un'ex cestista sudcoreana.

## Carriera
Con la Corea del Sud ha disputato le Olimpiadi del 2000 e i Campionati del mondo del 2002.